# Stefan Noesen
Stefan Noesen, född 12 februari 1993, är en amerikansk professionell ishockeyspelare som spelar för NHL-laget New Jersey Devils.
Han har tidigare spelat på NHL-nivå för San Jose Sharks, Pittsburgh Penguins, Toronto Maple Leafs, och Anaheim Ducks och på lägre nivåer för San Jose Barracuda, Wilkes-Barre/Scranton Penguins, San Diego Gulls och Norfolk Admirals i AHL samt Plymouth Whalers i OHL.
Noesen draftades i första rundan i 2011 års draft av Ottawa Senators som 21:a spelare totalt.

## Statistik
| 2006–2007  | Dallas Ice Jets U14        |            | 52  | 78  | 60  | 138 | 78  | —  | —  | —  | —  | —  |
| 2007–2008  | Compuware Bantam Major AAA | T1EHL      | 31  | 31  | 14  | 45  | 54  | —  | —  | —  | —  | —  |
| 2008–2009  | Compuware U16              | T1EHL U16  | 28  | 14  | 9   | 23  | 67  | —  | —  | —  | —  | —  |
| 2009–2010  | Plymouth Whalers           | OHL        | 33  | 3   | 5   | 8   | 4   | —  | —  | —  | —  | —  |
| 2010–2011  | Plymouth Whalers           | OHL        | 68  | 34  | 43  | 77  | 80  | 11 | 6  | 5  | 11 | 16 |
| 2011–2012  | Plymouth Whalers           | OHL        | 63  | 38  | 44  | 82  | 74  | 7  | 7  | 8  | 15 | 4  |
| 2012–2013  | Plymouth Whalers           | OHL        | 51  | 25  | 28  | 53  | 43  | 15 | 7  | 12 | 19 | 24 |
| 2013–2014  | Norfolk Admirals           | AHL        | 2   | 0   | 0   | 0   | 4   | 4  | 0  | 4  | 4  | 4  |
| 2014–2015  | Anaheim Ducks              | NHL        | 1   | 0   | 0   | 0   | 0   | —  | —  | —  | —  | —  |
|            | Norfolk Admirals           | AHL        | 23  | 5   | 8   | 13  | 23  | —  | —  | —  | —  | —  |
| NHL totalt | NHL totalt                 | NHL totalt | 1   | 0   | 0   | 0   | 0   | —  | —  | —  | —  | —  |
| AHL totalt | AHL totalt                 | AHL totalt | 25  | 5   | 8   | 13  | 27  | 4  | 0  | 4  | 4  | 4  |
| OHL totalt | OHL totalt                 | OHL totalt | 215 | 100 | 120 | 220 | 201 | 33 | 20 | 25 | 45 | 44 |